# Abrufübertragungsrecht
Als Abrufübertragungsrecht (auch: Online-Übermittlungsrecht) bezeichnet man im Urheberrecht das ausschließliche Recht des Urhebers zur Übertragung seines Werks über ein Rechnernetz wie insbesondere das Internet von einem Server zu einem Nutzer, der das Werk von diesem Server abruft. Das Konzept eines so umrissenen Rechts entstammt dem deutschen Schrifttum zum Urheberrecht der Europäischen Union. Die eigenständige Existenz eines Abrufübertragungsrechts ist umstritten und wird vom wohl überwiegenden Teil der urheberrechtlichen Literatur abgelehnt. Nach deren Ansicht ist die Abrufübertragung bereits vom Recht der öffentlichen Zugänglichmachung erfasst, sodass für ein eigenes Recht kein Raum sei.

## Einordnung
Nach Art. 3 Abs. 1 der InfoSoc-Richtlinie (Richtlinie 2001/29/EG)

„[sehen] die Mitgliedstaaten […] vor, dass den Urhebern das ausschließliche Recht zusteht, die drahtgebundene oder drahtlose öffentliche Wiedergabe ihrer Werke einschließlich der öffentlichen Zugänglichmachung der Werke in der Weise, dass sie Mitgliedern der Öffentlichkeit von Orten und zu Zeiten ihrer Wahl zugänglich sind, zu erlauben oder zu verbieten.“

Der deutsche Gesetzgeber hat zur Umsetzung von Art. 3 Abs. 1 InfoSoc-RL in die Aufzählung der Ausschließlichkeitsrechte in 15 Abs. 2 UrhG das „Recht der öffentlichen Zugänglichmachung“ aufgenommen und dieses in Einklang mit der Wortwahl des EU-Gesetzgebers in § 19a UrhG wie folgt definiert:

„Das Recht der öffentlichen Zugänglichmachung ist das Recht, das Werk drahtgebunden oder drahtlos der Öffentlichkeit in einer Weise zugänglich zu machen, dass es Mitgliedern der Öffentlichkeit von Orten und zu Zeiten ihrer Wahl zugänglich ist.“

Im Kontext der Internetnutzung scheint das „öffentliche Zugänglichmachen“ in einem engen Verständnis jedoch begrifflich nur auf den Akt der Bereitstellung bzw. -haltung des Werks abzustellen: Wer eine Datei ohne weitere Schutzmaßnahmen etwa auf einem Webserver ablegt, bewirkt, dass sie fortan einer Öffentlichkeit „zugänglich“ ist. In der Tat entspricht es gefestigter Rechtsprechung des Gerichtshofs der Europäischen Union, dass es für die Erfüllung des Tatbestands der öffentlichen Zugänglichmachung nicht darauf ankommt, ob es überhaupt irgendjemanden gibt, der den ins Internet eingestellten Inhalt tatsächlich abruft.
Die Vertreter eines eigenständigen Abrufübertragungsrechts argumentieren vor diesem Hintergrund, dass mit der „öffentlichen Zugänglichmachung“ nur der Weg auf den Server beschrieben sei, nicht jedoch der Weg vom Server zum Nutzer. Dieser letzte Übertragungsakt – die durch den Abruf des Nutzers ausgelöste Übertragung des Werks vom Server zum Nutzer – falle nicht unter das Recht der öffentlichen Zugänglichmachung, sondern betreffe ein eigenständiges Verwertungsrecht – eben: das Abrufübertragungsrecht. Dabei herrscht unter den Vertretern weitgehend Einigkeit, dass der Gesetzgeber auch dieses Recht dem Urheber zuordnen will. Es handele sich allerdings um ein unbenanntes Recht der öffentlichen Wiedergabe, das zwar ebenso Art. 3 Abs. 1 InfoSoc-RL zu entnehmen, jedoch vom dort ausdrücklich genannten Recht der öffentlichen Zugänglichmachung abzugrenzen sei. Vereinzelt wird auch eine Subsumtion unter das Senderecht (§ 20 UrhG) befürwortet.

## Gegenansicht
Der wohl überwiegende Teil des Schrifttums geht davon aus, dass das Bereitstellen/-halten eines Werks im Internet und die Übertragung auf Anforderung des Internetnutzers beide dem Recht der öffentlichen Zugänglichmachung unterfallen, im deutschen Recht also etwa § 19a UrhG, und infolgedessen kein Raum für ein eigenständiges Abrufübertragungsrecht verbleibe. Diese Auffassung konzipiert das Recht der öffentlichen Zugänglichmachung mithin als zweiaktiges Recht. Hiervon scheint hinsichtlich der öffentlichen Zugänglichmachung i. S. v. Art. 3 Abs. 1 InfoSoc-RL auch der Gerichtshof auszugehen.
Ganzhorn bringt gegen das Konzept eines eigenständigen Abrufübertragungsrechts außerdem vor, dass dieses – anders als es die Befürworter meinen – kein unbenanntes Recht der öffentlichen Wiedergabe sein könne, weil es an der erforderlichen Öffentlichkeit fehle. Denn nachdem eine Datei erst einmal öffentlich zugänglich gemacht worden sei, beinhalte der Vorgang der Abrufübertragung nur noch eine Übertragung von einem Rechner an einen anderen. Dies genüge für die erforderliche Öffentlichkeit nicht.

## Praktische Bedeutung
Folgt man den Vertretern eines eigenständigen Abrufübertragungsrechts und sieht im Recht der öffentlichen Zugänglichmachung ein bloßes Bereitstellungs-/-haltungsrecht, so hätte dies im europäischen Kontext vor allem Konsequenzen für die Lizenzierungspraxis. Regelmäßig wird nämlich ein großes Interesse daran bestehen, als Rechteinhaber nicht nur die Bereitstellung/-haltung, sondern auch die Abrufübertragung kontrollieren zu können:
- Die Kontroll- und Sanktionsmöglichkeiten blieben beim reinen Bereitstellungs-/-haltungsrecht eingeschränkt, denn es ist gerade die Übertragung zum Nutzer, die den wirtschaftlich bedeutenden Teil der Verwertung ausmacht.[11] Der Umfang der Auswertung eines unerlaubt im Internet bereitgestellten Werks ist tatsächlich nur unter Berücksichtigung der erfolgten Abrufübertragungen ersichtlich.[12]
- Bei grenzüberschreitenden Online-Sachverhalten bestünde ohne Abrufübertragungsrecht auch ein Durchsetzungsproblem, da ein Inhalt mitunter an deutsche Nutzer ausgeliefert wird, die Bereitstellung/-haltung jedoch in einer „Haftungsoase“ erfolgt.[13]
- Würde der Urheber nur über ein Bereitstellungs-/-haltungsrecht verfügen, hätte er außerdem keine (absolutrechtliche) Kontrolle darüber, in welche Länder sein Werk übertragen wird. Er könnte deswegen zum Beispiel nicht die Übertragung in Länder mit geringem Schutzniveau unterbinden – das Onlinestellen eines Werkes unterläge aus Urhebersicht mithin einem „Alles-oder-Nichts-Prinzip“.[14]

Der Einsatz von Geoblocking berührt zum Beispiel (nur) den Bereich der Abrufübertragung, was bei einem eigenständigen Abrufübertragungsrecht möglicherweise auch in der Vertragsgestaltung berücksichtigt werden müsste.